# Einion ap Cunedda
Einion ap Cunedda, conosciuto anche come Einion Yrth, ossia Einion l'Impetuoso (latino: Engenius; inglese: 
Enoch; 420 circa – 500), è stato un sovrano del regno di Gwynedd dal 470 al 480.
Era uno dei figli di Cunedda e suo successore sul trono. Si pensa che abbia partecipato alla campagna militare del padre per cacciare gli irlandesi dal nord del Galles (metà del V secolo). Salito al potere dopo la morte del padre con l'aiuto del fratello Ceredig, signore di Ceredigion, e di suo nipote Meirion, signore di Meirionnydd, Einion consolidò le conquiste del padre e stabilì il dominio della sua famiglia sulla regione. Gli successero i figli Cadwallon Lawhir e Owain Ddantgwyn. Secondo gli studiosi David Sims e Mick Baker, Einion Yrth sarebbe Uther Pendragon, leggendario padre di re Artù.